# Spice Williams-Crosby

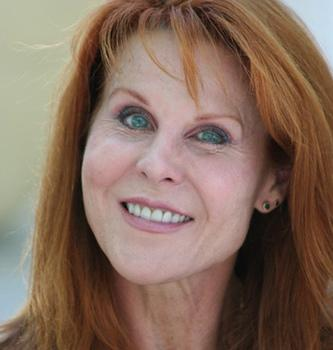
Spice Williams-Crosby (2006)

Spice Williams-Crosby (* 26. April 1952 in Los Angeles, Kalifornien als Marceline Ann Williams) ist eine US-amerikanische Schauspielerin und Stuntfrau.

## Leben
Ihre bemerkenswertesten Rollen umfassen die klingonische Offizierin Vixis in Star Trek V: Am Rande des Universums und die Attentäterin Patrice in der Buffy – Im Bann der Dämonen- Folge 'What's My Line'. Nachdem sie sich ursprünglich in Musik und Tanz übte, wechselte sie später zur Schauspielerei. Hierbei konzentrierte sie sich auf Actionrollen, die oft von Stunteinlagen gekennzeichnet waren, welche von ihren Kampfkunst- und athletischen Fähigkeiten Gebrauch machten. Sie arbeitete ebenfalls als Stunt-Koordinatorin, wo sie für die Choreografien von Kampfszenen für Film- und Fernsehaufnahmen, aber auch bei Werbespots verantwortlich war.
Williams-Crosby begann mit Fitness-Training im Alter von 26 Jahren, einschließlich Bodybuilding und entsprechender Ernährung. Sie ist eine bekannte Veganerin und hat sowohl ein Buch als auch verschiedene Artikel zu diesem Thema verfasst.

### Persönliches
Sie ist mit Gregory Crosby, dem Enkel von Bing Crosby verheiratet. Das Ehepaar hat einen Sohn, Luke Gregory.

## Filmografie (Auswahl)

### Als Schauspielerin
- 1984: Fit fürs Leben (Getting Physical) (Fernsehfilm)
- 1989: Star Trek V: Am Rande des Universums (Star Trek V: The Final Frontier)
- 1993: Star Trek: Deep Space Nine (Fernsehserie, Episode 1x07)
- 1996: The Cherokee Kid (Fernsehfilm)
- 1997: Buffy – Im Bann der Dämonen (Buffy the Vampire Slayer) (Fernsehserie, Episode 2x10)
- 1999: Diagnose: Mord (Diagnosis Murder) (Fernsehserie, Episode 6x21)
- 2003: The Singing Detective
- 2003: Angel – Jäger der Finsternis (Angel) (Fernsehserie, Episode 4x13)
- 2004: Zeit der Sehnsucht (Days of our Lives) (Fernsehserie, 1 Episode)
- 2005: Charmed – Zauberhafte Hexen (Charmed) (Fernsehserie, Episode 8x09)
- 2007: Scrubs – Die Anfänger (Scrubs) (Fernsehserie, 2 Episoden)
- 2024: Boneyard

### Als Stuntfrau
- 1991: Mutronics – Invasion der Supermutanten (The Guyver)
- 1992: Schlafwandler (Sleepwalkers)
- 1997: Der Dummschwätzer (Liar Liar)
- 1996: Eine himmlische Familie (7th Heaven) (Fernsehserie, unbekannte Anzahl)
- 1996: From Dusk Till Dawn
- 2002: Spider-Man
- 2007: Mission: Impossible III
- 2008: Terminator: The Sarah Connor Chronicles (Fernsehserie, 2 Episoden)
- 2015: Terminator: Genisys